# Земной свет
«Земной свет» (англ. Earthlight, также переводится как «Свет Земли») — научно-фантастический роман Артура Кларка, опубликованный в 1955 году. Переработан из одноимённого рассказа автора 1951 года. Роман рассказывает о вооружённой борьбе за независимость от Земли колоний на Марсе, Венере и Меркурии. Действие книги разворачивается на Луне.